# 两河镇 (当阳市)
两河镇，是中华人民共和国湖北省宜昌市当阳市下辖的一个乡镇级行政单位。

## 行政区划
两河镇下辖以下地区：
麦城社区、双龙村、友谊村、民主村、赵闸村、胡场村、麦城村、富里寺村、群丰村、群合村、糜城村、新星村和孙场村。